# Walton Walker
Walton Harris Walker (3 de diciembre de 1889-23 de diciembre de 1950) fue un general de cuatro estrellas del Ejército de los Estados Unidos que sirvió en la Primera Guerra Mundial, en la Segunda Guerra Mundial y en la guerra de Corea, donde comandó el Octavo Ejército de los Estados Unidos antes de morir en un accidente de jeep. Recibió dos Cruces de Servicios Distinguidos por su extraordinario heroísmo en la Segunda Guerra Mundial y en la guerra de Corea.

## Primeros años
Walker nació en Belton, Texas, el 3 de diciembre de 1889. Sus padres, Sam y Lydia Walker, eran licenciados universitarios y sus padres habían sido oficiales del ejército confederado. Su padre, un comerciante, le enseñó a montar a caballo y a cazar y disparar. Se graduó en la Academia Wedemeyer, una escuela que funcionó en Belton de 1886 a 1911. Desde muy joven, deseaba ir a West Point y esperaba ser general.

## Carrera militar
Walker asistió al Instituto Militar de Virginia como preparación para su educación en la Academia Militar de los Estados Unidos en West Point. Ingresó en la Academia el 15 de junio de 1907, pero dimitió el 7 de octubre de 1907. Volvió a ingresar en la Academia el 3 de marzo de 1908 y fue nombrado subteniente de Infantería el 12 de junio de 1912.
Como teniente, Walker sirvió en Fort Sheridan (Illinois), Fort Crockett (Texas), Veracruz (México), Galveston (Texas) y Fuerte Sam Houston (Texas), desde junio de 1912 hasta mayo de 1917. Fue miembro de la Ocupación de Veracruz de 1914 bajo el mando del general de brigada Frederick Funston; al patrullar en la frontera entre Estados Unidos y México en 1916, entabló una estrecha amistad con Dwight D. Eisenhower. Fue ascendido a capitán el 15 de mayo de 1917. Sirvió en Camp Funston, Texas, de mayo a diciembre de 1917, y en Fort Sam Houston con el 13.º Batallón de Ametralladoras de diciembre de 1917 a abril de 1918.

### Primera Guerra Mundial
Durante la Primera Guerra Mundial, Walker se desplegó en Francia con la 13.ª Compañía de Ametralladoras, 5.º Batallón de Ametralladoras, 5.ª División en abril de 1918, y sirvió como comandante de la compañía y luego como comandante del batallón hasta julio de 1919. Se le concedieron dos Estrellas de Plata por su valentía en acción.
Después de la guerra, Walker rotó por diversos destinos en Fort Benning, Georgia, y Fort Sill, Oklahoma, y sirvió como comandante de compañía e instructor en West Point desde agosto de 1923 hasta junio de 1925. Asistió a la Escuela de Mando y Estado Mayor en Fort Leavenworth, Kansas, de septiembre de 1925 a junio de 1926. Luego sirvió en Fort Monroe, Virginia, de junio de 1926 a julio de 1930. A continuación, dirigió el 2.º Batallón del 15.º de Infantería en el Campamento Burrowes, Chinwangtao (Qinhuangdao) y el Cuartel Americano, Tientsin, China, desde septiembre de 1930 hasta marzo de 1933. Sirvió como oficial ejecutivo de puesto y luego como oficial ejecutivo de brigada en la 5.ª Brigada de Infantería, 3.ª División, desde agosto de 1936 hasta junio de 1937; la brigada estaba al mando de George Marshall, el futuro jefe de Estado Mayor del Ejército.

### Segunda Guerra Mundial
Walker sirvió como oficial de estado mayor en la División de Planes de Guerra de la Plana mayor en Washington D. C. desde agosto de 1937 hasta abril de 1941. A continuación, sirvió como oficial al mando del 36.º Regimiento de Infantería, que fue activado el 15 de abril de 1941 como el 36.º de Infantería (Blindado) y asignado a la 3.ª División Blindada, en junio de 1941; el 1 de enero de 1942, fue rediseñado como el 36.º de Infantería Blindado.
Cuando Marshall (ahora jefe de Estado Mayor) asignó a George Patton la organización de las fuerzas blindadas de Estados Unidos, Walker presionó con éxito a Marshall para que le diera un puesto como uno de los comandantes subordinados de Patton, obteniendo el ascenso a general de brigada en el proceso. Fue ascendido a general de división en 1942 y estuvo al mando de la 3.ª División Blindada desde agosto de 1941 hasta agosto de 1942. Tras ser sucedido por Leroy H. Watson, Walker se convirtió en comandante general del IV Cuerpo y luego del XX Cuerpo (el IV Cuerpo Blindado se convirtió en el XX Cuerpo), llevando a este último a Inglaterra en febrero de 1944 y dirigiéndolo a la Batalla de Normandía en julio como parte del Tercer Ejército de Patton. Se le concedió la Estrella de Plata por su valentía en acción el 7 de julio de 1944.
El XX Cuerpo de Walker desempeñó un papel en la carrera de Patton a través de Francia en agosto y principios de septiembre de 1944, ganándose el sobrenombre de "Cuerpo Fantasma" por la velocidad de su avance. Recibió la Cruz por Servicio Distinguido por su extraordinario heroísmo el 23 de agosto de 1944. Las tropas de Walker tuvieron que librar intensos combates en Francia y Alemania durante el resto de la guerra, especialmente en Metz, la Batalla de las Ardenas y la invasión de Alemania. En la primavera de 1945, el XX Cuerpo liberó el campo de concentración de Buchenwald y luego avanzó hacia el sur y el este, hasta llegar a Linz (Austria) en mayo. Walker recibió su tercera estrella en ese momento, lo que le convirtió en teniente general.
Walker recibió la rendición incondicional del Generaloberst Lothar Rendulic, comandante del Grupo de Ejércitos Sur alemán, el 7 de mayo de 1945.

### Después de la Segunda Guerra Mundial
En mayo de 1945, Walker regresó a los Estados Unidos. Recibió el mando del 8.º Mando de Servicio, con sede en Dallas, desde mayo de 1945 hasta mayo de 1946. Fue asignado como comandante del 6.º Mando de Servicio y del Quinto Ejército, con sede en Chicago, desde mayo de 1946 hasta septiembre de 1948, y luego se convirtió en comandante general del Octavo Ejército de los Estados Unidos, la fuerza del Comandante supremo de las Potencias Aliadas. El General Douglas MacArthur, Comandante Supremo Aliado en Japón, ordenó a Walker que restaurara el Octavo Ejército en tiempo de paz para que estuviera listo para el combate.

### Guerra de Corea
Al final de la Segunda Guerra Mundial, en 1945, Corea se dividió en Corea del Norte y Corea del Sur. Corea del Norte (con la ayuda de la Unión Soviética) se convirtió en un estado comunista después de 1946, conocido como la República Popular Democrática de Corea, y Corea del Sur pasó a ser la República de Corea (RDC). En 1950, la Unión Soviética apoyó a Corea del Norte y Estados Unidos a Corea del Sur, y China se alió con la Unión Soviética en lo que sería la primera acción militar de la Guerra Fría.
Poco después de que 75.000 soldados norcoreanos con tanques invadieran Corea del Sur el 25 de junio de 1950, el presidente Harry S. Truman ordenó a las fuerzas aéreas y marítimas estadounidenses que dieran apoyo a las tropas surcoreanas. El Octavo Ejército de Estados Unidos recibió la orden de intervenir y hacer retroceder a los invasores a través del paralelo 38, la frontera entre los dos países. Con sólo cuatro divisiones poco equipadas y mal entrenadas, Walker comenzó a desembarcar tropas en el lado sureste de la península de Corea en julio. Después de que sus unidades principales, elementos de la 24.ª División de Infantería (incluida la malograda Task Force Smith), fueran prácticamente destruidas en unos días de furiosos combates entre Osan y Daejeon, Walker se dio cuenta de que la misión que se le había asignado era imposible y pasó a la defensiva. Empujadas constantemente hacia el sureste por el avance norcoreano, las fuerzas de Walker sufrieron grandes pérdidas y durante un tiempo fueron incapaces de formar un frente defendible, incluso después de incorporar a la lucha la 1.ª División de Caballería y la 25.ª División de Infantería.
La situación de Walker no se vio favorecida por las exigencias poco realistas de MacArthur desde Tokio para que no retrocediera ni un centímetro. Intentando obedecer, Walker pronunció un ampuloso discurso de "ni un paso atrás" ante su personal y comandantes subordinados que no fue bien recibido. Tampoco impidió que las tropas norcoreanas hicieran retroceder aún más a las tropas estadounidenses y surcoreanas, que habían sido maltratadas en los primeros días de la invasión. Mientras las fuerzas estadounidenses y surcoreanas se retiraban hacia el este y el sur, llegaron finalmente a una línea defendible en el río Nakdong. Aprovecharon las rutas de suministro acortadas y una red de carreteras relativamente buena para explotar las ventajas de las líneas interiores. Walker pudo desplazar rápidamente sus unidades de un punto a otro, deteniendo los ataques norcoreanos antes de que pudieran ser reforzados.
Una ventaja fundamental con la que contaba Walker era la inteligencia de señales estadounidense producida por la Agencia de Seguridad de las Fuerzas Armadas. Esta inteligencia permitió a Walker obtener una indicación de los movimientos de las Fuerzas Terrestres del Ejército Popular de Corea antes de los ataques. Walker mantuvo sus unidades principales desplegadas en el frente, mientras mantenía otras unidades del Ejército y de los Marines de Estados Unidos como reserva móvil; con su capacidad para interpretar mejor las intenciones de Corea del Norte, podía posicionar mejor sus fuerzas a lo largo del perímetro. Su nuevo conocimiento de los movimientos del enemigo le permitió emplear la artillería y la guerra aérea con mayor eficacia.
Las fuerzas militares estadounidenses fueron consolidando esta posición defensiva en el lado sureste de la península de Corea, apodada "Perímetro de Pusan". Walker recibió refuerzos, entre ellos la Brigada Provisional de Marines, que utilizó junto con el 27.º Regimiento de Infantería del Ejército como "brigadas de fuego", tropas de confianza especializadas en el contraataque y la eliminación de las penetraciones enemigas. A medida que llegaban más refuerzos, la ventaja en el combate se desplazaba hacia las fuerzas de las Naciones Unidas. Las fuerzas norcoreanas habían sufrido mucho y sus líneas de suministro estaban sometidas a constantes bombardeos aéreos. Casi todos sus tanques T-34 de fabricación rusa, que habían encabezado la invasión, habían sido destruidos. Walker ordenó contraataques locales, a la vez que planeaba una ruptura a gran escala junto con el desembarco de MacArthur en Inchon en septiembre.
Con el movimiento anfibio de flanqueo de MacArthur, los norcoreanos parecían atrapados, pero el rápido avance de Walker hacia el noroeste, en dirección a Inchon y Seúl, dio prioridad a la velocidad sobre las maniobras y no intentó rodear y destruir a los norcoreanos después de atravesar sus líneas. Aunque se tomaron miles de prisioneros, muchas unidades norcoreanas se desvincularon con éxito de los combates, fundiéndose en el interior de Corea del Sur, donde llevarían a cabo una guerra de guerrillas durante dos años. Otros escaparon de vuelta a Corea del Norte. Walker recibió la Cruz del Servicio Distinguido por su extraordinario heroísmo desde el 14 de julio hasta el 28 de septiembre de 1950.
Con la guerra aparentemente ganada, el Octavo Ejército de Walker se desplazó rápidamente hacia el norte y, con el X Cuerpo independiente a su derecha, cruzó el paralelo 38 para ocupar Corea del Norte. Los combates se redujeron a esporádicos y agudos enfrentamientos con los restos de las fuerzas norcoreanas. A finales de octubre de 1950, el Octavo Ejército se acercaba al río Yalu, en la frontera entre Corea del Norte y China. El cuartel general de MacArthur había asegurado a Walker que los chinos no intervendrían, por lo que las tropas de Walker no mantuvieron la vigilancia. Se abrió una brecha entre el Octavo Ejército y el X Cuerpo a medida que avanzaban cerca de la frontera china debido a la falta de coordinación entre Walker, el general Edward Almond, comandante del X Cuerpo, y el cuartel general de MacArthur en Tokio. Finalmente, el tiempo se volvió extremadamente frío, y la mayoría de las unidades americanas no tenían entrenamiento ni equipo adecuado para estas amargas temperaturas.
En contra de las expectativas de MacArthur, los chinos intervinieron con fuerza el 25 de noviembre, primero en una serie de emboscadas, luego en ataques nocturnos esporádicos y, finalmente, en una ofensiva total en la que tres ejércitos chinos se infiltraron en las líneas, aprovechando que los estadounidenses no habían tomado las medidas de seguridad básicas y las grandes brechas existentes entre las unidades estadounidenses y surcoreanas y entre el Octavo Ejército y el X Cuerpo. Desde finales de octubre hasta principios de diciembre de 1950, los chinos mataron o capturaron a miles de soldados estadounidenses y de la República de Corea, diezmando la 2.ª División de Infantería y obligando a Walker a una retirada desesperada.
A principios de diciembre, haciendo uso de su superior movilidad, Walker logró romper el contacto con los chinos, retirándose hacia el sur hasta una posición en los alrededores de Pionyang, la capital de Corea del Norte. Sin instrucciones del cuartel general de MacArthur, Walker decidió que el Octavo Ejército estaba demasiado maltrecho para defender Pionyang y ordenó reanudar la retirada por debajo del paralelo 38, salvando a la mayor parte del Octavo Ejército.

### Muerte y entierro
Walker murió en un accidente de tráfico el 23 de diciembre de 1950, en el distrito de Dobong-gu, Seúl (cerca de Uijeongbu), Corea del Sur, cuando su jeep de mando, que iba hacia el norte, colisionó con un vehículo de transporte de armas de una división del ejército surcoreano que iba hacia el sur y que se había salido de su carril. Su cuerpo fue escoltado de vuelta a Estados Unidos por su hijo Sam Sims Walker, entonces comandante de la Compañía del 19.º Regimiento de Infantería, que también estaba sirviendo en Corea. El 2 de enero de 1951 fue ascendido póstumamente a general y su cuerpo fue enterrado en la sección 34 del Cementerio Nacional de Arlington.

## Legado y honores
Ascendido póstumamente a general de 4 estrellas, la memoria de Walker fue muy honrada en los años inmediatamente posteriores a la guerra de Corea. El Ejército eligió su nombre (y su otro apodo), para su siguiente tanque ligero, el M41 Walker Bulldog. El tanque M41 ya tenía el apodo de Little Bulldog antes de la muerte del general Walker. El Ejército eliminó la palabra Little y mantuvo el nombre Bulldog como parte del nuevo apodo del tanque M41.
En Dallas, Texas, el tramo occidental de la autopista estatal Loop 12 de Texas recibió su nombre (el tramo que pasa por la vecina Irving, Texas, continúa la convención de nombres).
En Belton, Texas, el puesto 55 de la Legión Americana lleva su nombre.
Uno de los mayores hoteles del Centro de Recreación de las Fuerzas Armadas, el Hotel General Walker en Berchtesgaden (ahora demolido), también fue nombrado en su honor.
El campamento Walker de Daegu (Corea del Sur) lleva su nombre en su honor.
En 1963, el presidente de Corea del Sur, Park Chung-hee, honró a Walker dándole su nombre a una colina en el sur de Seúl. Hoy en día, la colina Walker es el lugar donde se encuentra el Sheraton Walker Hill, un complejo y hotel internacional de cinco estrellas. Además, el apartamento Walker Hill se encuentra en Gwangjin-gu.
En diciembre de 2009, el alcalde del distrito de Dobong-gu, Choi Sun-Kil, inauguró el monumento a Walton Harris Walker para señalar el lugar de su muerte. El monumento, que está cerca de la estación de metro de Dobong, rinde homenaje a Walker y a todos los que defendieron a Corea del Sur en la guerra de Corea.
La Escuela Intermedia Walker, situada en la guarnición del ejército de Fort Knox, lleva el nombre de Walker y se inauguró en 1962. Su foto está colgada en el vestíbulo de la escuela.
En 2008 se publicó una biografía de Walker titulada General Walton H. Walker: Forgotten Hero-The Man Who Saved Korea, de Charles M. Province.